# Sokolniki (województwo śląskie)
Sokolniki – wieś w Polsce położona w województwie śląskim, w powiecie myszkowskim, w gminie Niegowa.

## Historia
Miejscowość odnotowały historyczne dokumenty podatkowe. W 1581 wieś leżała w parafii Staromieście (Lelów). Starosta lelowski odprowadzał ze wsi podatki od 9,5 łanów kmiecych, 1 chałupnika, 4 komorników bez bydła.
Po rozbiorach Polski miejscowość znalazła się w zaborze rosyjskim i leżała w Królestwie Polskim. W XIX-wiecznym Słowniku geograficznym Królestwa Polskiego wymieniona jest jako wieś włościańska, czyli należąca w całości do chłopów i leżąca w powiecie włoszczowskim w gminie i parafii Lelów. W 1827 w miejscowości znajdowało się 62 domy zamieszkane przez 346 mieszkańców. W 1890 słownik ten odnotował w miejscowości istnienie szkoły początkowej.

## Obecnie
W latach 1975–1998 miejscowość położona była w województwie częstochowskim.
W okolicach Sokolnik bierze swój początek struga Halszka, dopływ Białki.
Miejscowość jest również siedzibą parafii rzymskokatolickiej, pod wezwaniem Najświętszego Serca Pana Jezusa, należącej do dekanatu lelowskiego, diecezji kieleckiej.